# Akropol
Akropol (Ακροπόλ) és una pel·lícula musical grega del 1995 dirigida per Pantelis Vulgaris i rodada íntegrament a Sofia (Bulgària), produïda per Alco Films.

## Argument
Una estrena està a punt d'escenificar-se a l'històric teatre musical Acròpolis d'Atenes. Poc abans de l'obertura, el Teatre Princep acomida una protagonista a causa d'una embriaguesa avançada. Mentre busca una actriu per substituir-la, acaba amb un antic nen prodigi del cinema, Lakis Loizos, que sovint interpreta papers femenins, principalment comediants, i que ara dirigeix una agència d'extres. Lakis fa el seu paper amb gran èxit, omplint d'enveja els seus companys. A l'última actuació, quan la comparsa i els tècnics estan acostumats a les bromes i la bogeria (l'anomenat "alalum"), decideixen venjar-se d'ell. En el transcurs d'aquesta venjança, Lakis és humiliat, aconseguint al seu torn la seva venjança, fins que abandona la companyia i torna a l'agència d'extres que dirigia.

## Repartimentt
- Lefteris Voyatzis - Lakis Loizos
- Stavros Paravas - Antonis Seferiadis, o Prigipas
- Konstantinos Tzoumas - Platon
- Themis Bazaka - Rena
- Sotiria Leonardou
- Antzela Gerekou - Zozo
- Andigoni Alikakou
- Manos Vakousis - Foteinias
- Yannis Sampsiaris
- Eirini Inglesi
- Olga Damani - Marika
- Popi Papadaki
- Despo Diamantidou - Seferiadou, mare d'Antonis

## Producció
La pel·lícula es va estrenar el 12 de gener de 1996. Venint 20.000 entrades a tot el país, va ocupar el quart lloc entre 15 pel·lícules de la mateixa temporada. Va rebre la menció a la millor banda sonora a la XVII edició de la Mostra de València el 1996} i el premi al millor director al Festival Internacional de Cinema del Caire.